# Neivamyrmex pertii
Neivamyrmex pertii es una especie de hormiga guerrera del género Neivamyrmex, subfamilia Dorylinae. 

## Distribución
Esta especie se encuentra en Argentina, Brasil y Uruguay.